# کاکتوس‌های قرصی
دیسکوکاکتوس(نام علمی: Discocactus) نام یک سرده از تیره کاکتوس است.

## نگارخانه

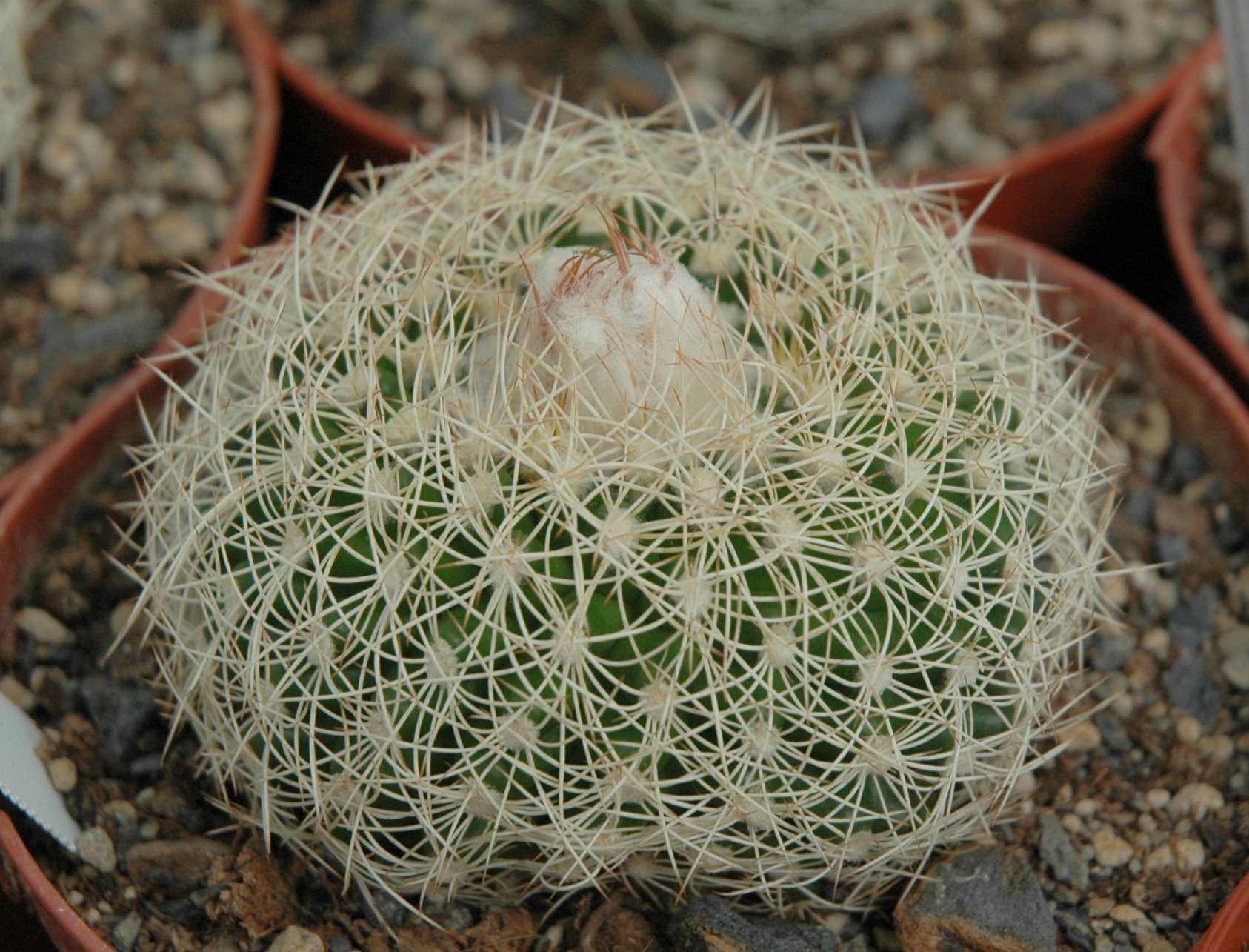
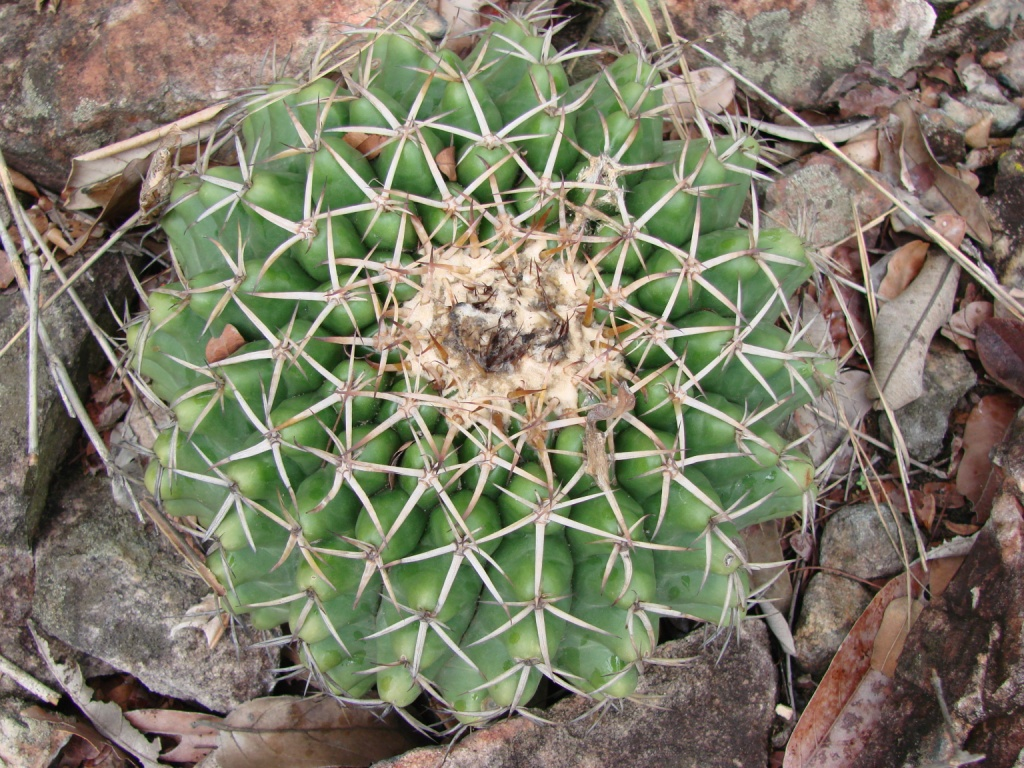